# Пиер Гамара
Пиер Гамара (на френски: Pierre Gamarra) е френски литературен критик, дългогодишен главен редактор и директор на литературното списание „Европа“, поет и писател на произведения в жанра драма, лирика, исторически роман, детска литература, басни и документалистика.

## Биография и творчество
Пиер Гамара е роден на 10 юли 1919 г. в Тулуза, Франция. След завършване на обучение за преподавател, в периода 1938 – 1940 г. работи като учител в Левиняк, От Гарон, в южната част на Франция. По време на германската окупация се присъединява към различни групи за съпротива в Тулуза, участва в писането и разпространението на нелегални публикации. Тази му дейност определя развитието му като журналист, писател, и литературен критик. След освобожданането на Тулуза участва в създаването на книжарница „Възраждане“. През 1944 г. се присъединява към Комунистическата партия. В периода 1945 – 1949 г. е журналист във всекидневника Le Patriote du Sud-Ouest, на който е първият главен редактор.
Първият му роман „Огнената къща“ (La Maison de feu) е издаден през 1948 г. Романът получава първата международна награда „Шарл Вейон“, за която гласува комисия в състав – писателите Андре Шамсон, Веркор, Франц Хеленс и Луи Гилу.
През 1949 г. е поканен от Луи Арагон и Жан Касу за редактор на литературното списание „Европа“, за което работи до смъртта си. В периода 1949 – 1951 г. живее в Париж.
Романът му „Среднощни петли“ (Les Coqs de minuit) от 1950 г., с история поставена по време на Френската революция в департамент Аверон, е екранизиран в едноименния сериал.
Той е член на френския ПЕН клуб, като в периода 1999 – 2005 г. е негов вицепрезидент. Почетен член е на Академията на Монтобан. В продължение на 20 години е общински съветник на Аржантьой, отговарящ за културните въпроси.
Пиер Гамара умира на 20 май 2009 г. в Аржантьой, Франция.

## Произведения

### Самостоятелни романи
- La Maison de feu (1948)
- Les Coqs de minuit (1950)
- Les Enfants du pain noir (1950)
С черен хляб, изд.: „Народна младеж“, София (1961), прев. Стефан Хантов
- L'assassin a le prix Goncourt (1951) – като Силвио Мишел
- Les Lilas de Saint-Lazare (1951)
- La Femme et le Fleuve (1951)
Жената и реката, изд. „Ц. Церковски“ (1991), прев. Любов Драганова
- Rosalie Brousse (1953)
Розали Брус, изд.: „Народна култура“, София (1956), БЗНС (1985), прев. Ерма Гечева
- Le Maître d'école (1955)
- Les Jardins d'Allah (1961)
- L'Aventure du Serpent à Plumes (1961)
Приключението на „Крилатия змей“, изд.: „Народна култура“, София (1965), прев. Мария Явашева
- La Femme de Simon (1962)
- Rhapsodie des Pyrénées (1963)
Пиренейска рапсодия, изд. „Държавно военно издателство“ (1967), прев. Любомир Костов
- Solo (1964)
- Cantilène occitane (1979)
Окситанска кантилена, изд.: „Народна култура“, София (1981), прев. Лиляна Иванова
- Le Fleuve palimpseste (1984)
- Les Lèvres de l'été (1986)
Целувката на лятото, изд.: „Партиздат“, София (1989), прев. Любов Драганова
- Les Nuits de la Bastille (1988)
- Les Révoltés de ventôse (1998)
- La Victoire de l'ourse (2005)
- L’Empreinte de l'ours (2010)

### Серия „Тулуза“ (Toulouse)
1. Les Mystères de Toulouse (1967)
Потайностите на Тулуза, изд.: „Народна младеж“, София (1972), прев. Вера Филипова
2. L'Or et le Sang (1970
Злато и кръв, изд.: „Народна младеж“, София (1975), прев. Вера Филипова
3. 72 soleils (1975)
72 слънца, изд.: „Народна младеж“, София (1981), прев. Вера Филипова

### Разкази
- Un cadavre; Mange ta soupe (1944)
- Les Amours du potier (1957)

### Поезия
- Essais pour une malédiction (1943) – награда за поезия
- Romances de Garonne (1990)
- Mon Pays l'Occitanie (2009)

### Юношеска литература

#### Новели
- L'Aventure du Serpent à plumes (1961) – награда за младежка литература
Приключението на „Крилатия змей“, изд.: „Народна култура“, София (1965), прев. Мария Явашева
- New edition of Moustache et ses amis (1974)
- Douze tonnes de diamant (1978)
- Moustache et ses amis de toutes les couleurs (2005)
- Les Vacances de tonton 36 (2006)

#### Серия „Берлюрет“ (Berlurette)
- La Rose des Karpathes, (1955)
- Le Mystère de la Berlurette (1957)
- Le Trésor de Tricoire (1959)
- Berlurette contre Tour Eiffel (1961)

#### Сборници
- La Mandarine et le Mandarin (1970)
- Salut, Monsieur de La Fontaine (2005)

#### Поезия
- Les Mots enchantés (1952)
- Voici des maisons (1979)
- Des mots pour une maman (1984)
- Mon cartable et autres poèmes à réciter (2006)

### Екранизации
- Les Coqs de minuit (1973)
- Les Fariboles de Bolla (1981)